# Episodi di McMillan e signora (prima stagione)
Questa voce contiene trame, dettagli e crediti dei registi e degli sceneggiatori della prima stagione della serie televisiva McMillan e signora.
Negli Stati Uniti, la serie andò in onda sulla NBC dal 17 settembre 1971 al 1º marzo 1972. In Italia, è andata in onda sulla Rete 2 nel 1981.
| n° | Titolo originale                | Titolo italiano             | Prima TV USA      | Prima TV Italia |
| -- | ------------------------------- | --------------------------- | ----------------- | --------------- |
| 1  | Once Upon a Dead Man            |                             | 17 settembre 1971 |                 |
| 2  | Murder by the Barrel            |                             | 29 settembre 1971 |                 |
| 3  | The Easy Sunday Murder Case     | Un week-end movimentato     | 20 ottobre 1971   | 5 aprile 1981   |
| 4  | Husbands, Wives and Killers     |                             | 10 novembre 1971  |                 |
| 5  | Death Is a Seven Point Favorite | Scommessa d'azzardo         | 8 dicembre 1971   | 22 marzo 1981   |
| 6  | The Face of Murder              | Il volto dell'assassino     | 5 gennaio 1972    | 29 marzo 1981   |
| 7  | 'Till Death Do Us Part          |                             | 16 febbraio 1972  |                 |
| 8  | An Elementary Case of Murder    | Un semplice caso d'omicidio | 1º marzo 1972     | 31 maggio 1981  |